# Juan Gregorio Cerezo
Juan Gregorio Cerezo (El Alto, provincia de Catamarca, ca. 1880 - Ibidem, 1957) fue un hacendado y político argentino que ejerció como gobernador de la provincia de Catamarca entre 1936 y 1940.

## Biografía
Hijo de Domingo Silo Cerezo, riojano, y de Francisca Segura Gómez, catamarqueña, tuvo también un hermano llamado Domingo Cerezo, que ejerció durante muchos años como juez federal para la provincia de Catamarca. Se casó con la hermana del exgobernador Ramón Clero Ahumada y tuvo cinco hijos, a quienes crio entre su pueblo natal y la capital provincial, San Fernando. Se dedicó a la ganadería y a la agricultura.
Desde joven estuvo afiliado a la Unión Cívica Radical, en la fracción antipersonalista, contraria a Hipólito Yrigoyen, y fue diputado provincial en la década de 1920. Tras el golpe de Estado de 1930 adhirió, junto a la mayoría de los antipersonalistas catamarqueños, al Partido Demócrata Nacional, y durante el gobierno de Rodolfo Acuña fue senador provincial.
En 1936 fue elegido gobernador de la provincia, acompañado como vice por Carmen Antonio Aybar, de Hualfín. Era considerado un aliado del Ministro del Interior de la Nación, Ramón S. Castillo, y se vio muy beneficiado cuando éste fue elegido vicepresidente de la Nación, en 1938.
Su gobierno se destacó por el impulso a las obras públicas, especialmente las viales; el funcionario más importante de su administración fue el ingeniero Roberto Kurtz, a cargo del  departamento de Obras Públicas. No obstante, varios de sus proyectos sufrieron considerables retrasos o fracasaron por completo por haber sido mal presupuestados y programados. Alcanzó a construir las rutas de la Cuesta del Portezuelo y de la Quebrada de la Cébila, que conectan el valle central de la provincia con el este y el oeste de la misma. También pavimentó las rutas que comunican la capital de la provincia con la vecina San Isidro y la más distante localidad de San José de Piedra Blanca.
Terminó e inauguró la usina hidroeléctrica de La Carrera e inició la construcción del dique El Jumeal, reservorio de agua indispensable para abastecer la capital provincial, que sería inaugurado recién en 1950. Benefició muy especialmente a la localidad de El Alto, donde vivió toda su vida: aseguró la provisión de agua potable, construyó la sala de primeros auxilios, una hostería y la casa parroquial; además de la crucial ruta de la Cuesta del Portezuelo, que la comunicaba con el resto de la provincia.
Al final de su mandato convocó a elecciones para elegir su sucesor, que se realizaron el 3 de diciembre de 1939. En plena Década Infame, caracterizada por el fraude electoral, la provincia de Catamarca llamó la atención por haber superado prácticamente a todas las demás en esa oportunidad: se manipularon las autoridades de mesa, se falsearon votos, la policía reprimió a votantes y fiscales, se impidió votar a cientos de ciudadanos, y el candidato radical Luis Alberto Ahumada denunció el traslado de personas desde las provincias de Salta, Tucumán y Santiago del Estero, para votar en las elecciones catamarqueñas o para alterar el orden durante las mismas. Las elecciones fueron notoriamente fraudulentas en los remotos pueblos de Chumbicha, Fiambalá y Santa María.
El presidente Roberto M. Ortiz vio en Catamarca una oportunidad para demostrar que estaba decidido a terminar con el fraude electoral, y ordenó al ministro del Interior, Diógenes Taboada, analizar con cuidado los resultados de los comicios y las denuncias recibidas. El 13 de diciembre, el ministro Taboada conminó al gobernador Cerezo a anular las elecciones y convocar a nuevos comicios, amenazando con la intervención federal de la provincia. El Partido Demócrata Nacional, a través de su presidente, Alberto Arancibia Rodríguez, rechazó la actitud del presidente y se solidarizó con el gobernador. Ortiz esperó hasta el mes de febrero, cuando el Colegio Electoral provincial anunció que aceptaba los resultados de las elecciones; sólo entonces, el presidente decretó la intervención federal de la provincia, encargando al general Rodolfo Martínez Pita —presidente del Consejo de Guerra para Jefes y Oficiales— que se hiciera cargo del Ejecutivo provincial y disolviera la Legislatura, colocando a la provincia "en condiciones de elegir gobernador, vicegobernador y legisladores provinciales" y "presidir el acto electoral con todos los resguardos y garantías de libertad para los electores". Poco más de dos meses antes de finalizar su mandato, Cerezo fue reemplazado por el general Martínez Pita.
No obstante, el presidente Ortiz debió solicitar una licencia médica poco después, siendo reemplazado por el vicepresidente Castillo. Éste dilató las elecciones en Catamarca hasta fines de 1941, y en el ínterin reemplazó a Martínez Pita por Gustavo Martínez Zuviría, quien presidió elecciones tan viciadas como las que había organizado Cerezo, que llevaron a la gobernación al conservador Ernesto Andrada.
Alejado de la política durante el resto de su vida, Cerezo falleció en El Alto en el año 1957. La plaza central de esa localidad lleva su nombre, pero sus restos descansan en el cementerio de San Fernando del Valle de Catamarca.